# Popillia bruersi
Popillia bruersi är en skalbaggsart som beskrevs av Limbourg 2008. Popillia bruersi ingår i släktet Popillia och familjen Rutelidae. Inga underarter finns listade i Catalogue of Life.